# محاصره پنهالا ۱۶۹۴-۱۶۹۶
محاصره پنهالا یکی از درگیری‌های مهم بین مغول‌ها و مراتاها در طول جنگ‌های دکن بین سال‌های 1694 تا 1696 بود.  جهاندار شاه پنهالا را محاصره کرد اما نتوانست قلعه را تصرف کند.  مقرب خان و اودوات سینگ برای کمک به آنجا اعزام شدند، اما در تصرف قلعه شکست خوردند. اورنگ زیب، جهاندار شاه را فراخواند و بیدار بخت را برای ادامه محاصره فرستاد، اما او نیز شکست خورد. او سرانجام از پنهالا فراخوانده شد تا نبرد علیه سانتاجی را آغاز کند .  فیروز جنگ علیه مراتاها فرستاده شد ، اما این تلاش نیز ناموفق بود.

## نبرد

### اولین تلاش
شاهزاده معزالدین به دامنه پنهالا رسید، اما در تصرف آن از طریق محاصره یا رشوه موفقیتی حاصل نشد.  در پاسخ به این امر، امپراتور مغول ، خان زمان فاتح جنگ خان (مقاریب خان)، راجا عودات سینگ از اورچا و دیگر فرماندهان را احضار کرد و به آنها دستور داد تا شاهزاده را با یک گروه 6000 نفره برای تشدید محاصره تقویت کنند. با این حال، قبل از رسیدن آنها، معزالدین به لشکرکشی پایان داد و در 8 مارس به سمت امپراتور حرکت کرد. امپراتور پس از شنیدن خبر عزیمت او، دستور داد که فوراً بازگردد تا با تمام توان قلعه را تصرف کند.  این حال، او به سرعت نظر خود را تغییر داد و شاهزاده را به دربار فراخواند. تصمیم گرفته شد که افسرانی که در معزالدین حضور داشتند، فرماندهی محاصره پنهالا را تحت فرماندهی لطف الله خان بر عهده بگیرند.  شاهزاده قرار بود در 29 مارس با امپراتور ملاقات کند.

### تلاش دوم
در سال 1694، امپراتور مغول ، اورنگ زیب، شاهزاده بیدار بخت را به لشکرکشی برای تصرف قلعه پنهالا فرستاد .  شاهزاده محاصره رسمی قلعه را در 5 آوریل آغاز کرد و در مدت کوتاهی به پایان رسید. اگرچه تا ماه مه، گزارش‌هایی به امپراتور رسید مبنی بر اینکه یکی از استحکامات شکسته شده است و اکنون انتظار می‌رفت که قلعه ظرف چند روز سقوط کند.  افسوس که محاصره شکست خورد و قلعه فتح نشده باقی ماند. بعداً او قرار بود برای سرکوب مقاومت مراتهه در منطقه به منطقه بلگاوم-داروار منتقل شود . 

### سومین و آخرین تلاش
بنابراین محاصره برداشته شد. با این حال، شاهزاده تلاش خود را برای تصرف قلعه در آوریل 1695 از سر گرفت و تا پایان ژانویه 1696 آن را بدون موفقیت محاصره کرد، در این زمان امپراتور به او دستور داد تا پس از شکست قاسم خان توسط سانتاجی ، به باساواپاتان در کارناتاکا برود.  سپس محاصره تحت هدایت فیروز جنگ ادامه یافت، اما او نیز در تصرف قلعه ناموفق بود. 

## همچنین ببینید
- محاصره پنهالا (۱۶۶۰)
- سانتاجی غورپاده
- راجارام اول